# Markus Frick
Markus Frick (* 24. August 1972 in Sinsheim) ist ein deutscher Börsenspekulant, Börsenbrief- und Börsenbuchautor.

## Tätigkeit
Frick ist gelernter Bäcker. Nach eigenen Angaben interessierte er sich bereits als Jugendlicher für die Börse. In seinem 2001 erschienenen ersten Buch Ich mache Sie reich schilderte er, wie er innerhalb eines Jahres aus einem Anlagekapital von 100.000 DM durch geschickte Aktienspekulation eine Million DM gemacht haben will.
Später veröffentlichte er weitere Bücher sowie DVDs und Audio-CDs über Finanzthemen. Seine deutschlandweite Bekanntheit begann mit dem Boom am Neuen Markt und der daraus resultierenden Medienpräsenz. Im Sommer 2001 hatte er einen Auftritt in Stefan Raabs Sendung TV total.
Frick veranstaltete Seminare und Workshops zum Thema Aktienhandel und war Autor und Herausgeber mehrerer Börsenbriefe (Markus-Frick-Email-Hotline, Markus-Frick-Inside, Frick-Trading, MoneyMoney). Besonderes Aufsehen erregte dabei seit 2005 seine sogenannte „10.000-Euro-Anlage“. Dabei handelte es sich um ein Musterdepot, bei dem er versuchte, innerhalb eines Kalenderjahres sein ursprünglich eingesetztes (fiktives) Kapital zu verzehnfachen. Seit Juni 2007 versuchte er jedoch, das noch verbliebene Kapital nicht weiter zu verringern. Von 2006 bis Juni 2007 moderierte Frick beim privaten Fernsehsender N24 das wöchentliche Börsenmagazin Make Money – Die Markus Frick Show, das sich stark an US-amerikanischen „Call-In-Formaten“ orientierte, vor allem an Mad Money von Jim Cramer auf CNBC.
Anfang Juli 2007 wurde laut Impressum von Fricks Internet-Homepage die verantwortliche Personengesellschaft Finance Communications (Inhaber: Markus Frick) durch die Finanzdialog Verlag GmbH (Geschäftsführer: Roland Sadowi) ersetzt. Es war somit aus juristischer Sicht nicht mehr möglich, Verträge direkt mit der Person Markus Frick abzuschließen. Für davor abgeschlossene Verträge haftete Frick jedoch mit seinem Privatvermögen.
Laut eigenen Angaben besuchten bislang über 200.000 Menschen seine Börsenseminare.
Auf seiner Homepage verkündete Frick für 2008 den Start seiner neuen TV-Show Money Money. Da sich dafür kein TV-Sender finden ließ, war Money Money ausschließlich im Internet zugänglich, z. B. bei YouTube und auf www.MoneyMoney.tv. Laut eigenen Aussagen übertraf Frick die ehemaligen Quoten der vorzeitig eingestellten N24-Sendung.
Seit 2009 moderierte Frick Money Money zusammen mit Jan Pahl. Besonders auffällig war, dass bei seinen neuen Projekten wie z. B. www.MoneyMoney.tv der Name Markus Frick auf der gesamten Website nicht zu finden war. Darüber hinaus wurde die öffentliche Präsentation innerhalb der von Frick herausgegebenen Medien von Jan Pahl durchgeführt. Als verantwortlicher Betreiber wurde eine PID Plata Informations Dienst GmbH (vormals ISP Finanz GmbH) mit Sitz in Berlin genannt. Neben einer wöchentlichen TV-Sendung im Internet wurde eine DVD mit dem Titel „So finden auch Sie 1.000% Aktien“ zum Verkauf angeboten.

## Ermittlungen
Am 16. Juni 2007 nahm N24 das Börsenmagazin Make Money aus dem Programm. Die Bundesaufsichtsbehörde BaFin prüfte, ob Frick mit seinem E-Mail-Newsletter verbotene Kursmanipulationen vorgenommen hat. Frick wurde vorgeworfen, wertlose Aktien „hochgepusht“ zu haben, um dafür von den betreffenden Firmen Provision zu erhalten. Nachdem einige der von Frick empfohlenen Aktien im Juni 2007 innerhalb weniger Tage um 80 bis 90 Prozent im Kurs gefallen waren, wurden die Spekulationsverluste der Abonnenten seiner Börsenbriefe auf einen dreistelligen Millionenbetrag in Euro geschätzt.
Die Staatsanwaltschaft Berlin ermittelte gegen Frick, da er in „strafbarer Art und Weise Börsenkurse manipuliert haben könnte“ und somit eine Verletzung des Wertpapierhandelsgesetz (WpHG) begangen habe. Anfang Oktober 2007 wurden von der Staatsanwaltschaft Berlin im Rahmen der Ermittlungen verschiedene Privat- und Geschäftsräume von Markus Frick durchsucht.
Im August 2008 erwirkte ein vormaliger Abonnent einen Gerichtsentscheid zur Sicherung seiner Schadensersatzforderung. Zudem ermittelt die Staatsanwaltschaft Berlin gegen Frick wegen des Vorwurfs der strafbaren Marktmanipulation (Az.: 3 Wi Js 1665/07). Im Beschluss des Landgerichts Berlin vom 20. Mai 2008 (Az.: 514 AR 1/07) hieß es hierzu: „… hat der Beschuldigte durch die eigenen Verkäufe erheblich von seinem Kursbetrug profitiert, was zur Erfüllung des strafrechtlichen Tatbestandes gar nicht erforderlich wäre, d. h., er hat im Sinne der vorgenannten Rechtsprechung des BGH mit dem Kursbetrug ‚eigene Zwecke‘ verfolgt. … Aus den bisherigen Erkenntnissen des Ermittlungsverfahrens, namentlich der BaFin-Berichte, der Geldwäscheverdachtsanzeige und der Angaben des Zeugen … ergibt sich ein hoher Verdachtsgrad, der tendenziell als dringend einzuschätzen ist.“
Im Zuge der Ermittlungen wurden bereits rund € 80.000.000,– gepfändet. Dabei soll es sich um die erzielten Verkaufserlöse handeln. Frick bestritt dies.
Frick legte gegen die Vollziehung des Beschlusses des Landgerichts Berlin zur Gewährung der beantragten Akteneinsicht für die Geschädigten (Az.: 514 AR 1/07) Verfassungsbeschwerde ein. Die Vollziehung wurde daher zunächst durch Beschluss des Bundesverfassungsgerichts vom 2. Juni 2008 bis zu einer Entscheidung über die Verfassungsbeschwerde – längstens für die Dauer von sechs Monaten – ausgesetzt (Einstweilige Anordnung 2 BvR 1043/08).
Mit Beschluss vom 4. Dezember 2008 entschied das Bundesverfassungsgericht, dass Fricks Verfassungsbeschwerde gegen die Möglichkeit zur Akteneinsicht nicht zur Entscheidung angenommen wird (2 BvR 1043/08). Die Entscheidung ist unanfechtbar und eine Akteneinsicht für die Geschädigten schien nun uneingeschränkt möglich.
Allerdings hat sich das LG Berlin in einem späteren Beschluss vom 15. Februar 2010 ausdrücklich gegen ein Akteneinsichtsrecht der Geschädigten entschieden. Kapitalanleger seien in Verfahren wegen Verstoßes gegen § 20a WpHG keine Verletzten im Sinne des § 406e StPO. Diese Auslegung sei auch mit der Entscheidung des Bundesverfassungsgerichts (BVerfG) vereinbar.
Markus Frick wurde wegen des Verdachts auf erneute Marktmanipulation und gewerbsmäßigen Betrugs im Januar 2013 verhaftet.

## Anklage
Die Staatsanwaltschaft Berlin erhob Anklage gegen den ehemaligen N24-Börsenberater Markus Frick wegen des Verdachts strafbarer Marktmanipulationen am Aktienmarkt.  Frick, der geständig war, soll demnach zwischen September 2005 bis Juni 2007 in seinen per E-Mail vertriebenen Börsenbriefen in 49 Fällen an der Frankfurter Wertpapierbörse gehandelte Aktien empfohlen und dabei eigene wirtschaftliche Interessen verfolgt haben, sagte der Sprecher der Berliner Staatsanwaltschaft, Martin Steltner, am 19. August 2009. Den Feststellungen der Bundesanstalt für Finanzdienstleistungsaufsicht (BaFin) zufolge hätten die Empfehlungen des Angeschuldigten zu erheblichen Kurssteigerungen oder -stabilisierungen geführt. In der überwiegenden Zahl der Fälle soll Frick die durch seine Empfehlungen hervorgerufenen Kurssteigerungen ausgenutzt haben, indem er die von ihm gehaltenen Wertpapiere in großem Umfang verkaufte.
In 23 Fällen lagen den Taten laut Staatsanwaltschaft «internationale Börsenmachenschaften» nach dem sogenannten Pump-and-Dump-Modell zugrunde, die sich auf die Unternehmen «Star Energy Corp.», «StarGold Mines Inc.» und «Russoil Corp.» bezögen.
Über Konten mehrerer in Panama beheimateter Unternehmen bei namhaften Banken in der Schweiz hätten zwei gesondert verfolgte Männer wertlose Aktien in den Freiverkehr der Frankfurter Wertpapierbörse eingebracht. Infolge der Empfehlungen seien die Börsenkurse der Unternehmen auf Spitzenwerte gestiegen, bevor sie ab Mitte 2007 innerhalb kürzester Zeit auf nahe null abgestürzt seien.
Erhebungen der BaFin ergaben laut Staatsanwaltschaft, dass mehr als 20 000 Anleger in einem Umfang von insgesamt über 760 Millionen Euro Aktien der drei Unternehmen erwarben. Durch den anschließenden «rapiden Kursverfall» hätten insbesondere viele Kleinanleger einen Totalverlust erlitten. Nach Bekanntwerden der Vorwürfe hatte N24 die Sendung Fricks im Juni 2007 abgesetzt.
Wie die Staatsanwaltschaft erklärte, konnten allerdings auf Konten und Depots über 80 Millionen Euro sichergestellt werden.
In einem Börsenbrief von Mai bis April 2012 soll Frick drei Aktientitel empfohlen haben, um ihren Kurs gezielt in die Höhe zu treiben. Im Verfahren vor dem Landgericht Frankfurt hat Frick einen Verstoß gegen das Wertpapierhandelsgesetz eingeräumt. Die Staatsanwaltschaft erhob Anklage wegen Betruges und beantragte zwei Jahre und drei Monate Haft.

## Verurteilungen
Im Februar 2008 wurde Frick vom Landgericht Heidelberg (Az.: 2 O 261/07) erstinstanzlich zur Zahlung von Schadensersatz an einen Abonnenten seiner Hotline verurteilt. Das Urteil war das erste, zahlreiche Verfahren waren zu dem Zeitpunkt noch anhängig.
Gegen das Urteil des LG Heidelberg legte Frick Berufung beim OLG Karlsruhe ein (Az. 10 U 29/08). Frick begründete die Berufung u. a. damit, dass „der Kläger die Verluste bewusst realisiert habe, um werbewirksam einen Prozess gegen den Beklagten führen zu können.“
Das Landgericht Berlin verurteilte Frick im April 2011 wegen strafbarer Marktmanipulation zu einer Geldstrafe in zweistelliger Millionenhöhe. 420.000 Euro muss Frick laut Gerichtsbeschluss aus seinem Privatvermögen an die Staatskasse bezahlen; 42 Millionen Euro sollen aus einer offensichtlich Frick zugerechneten Stiftung, bei der Frick Aktienpakete hat, fließen. Zusätzlich wurde er zu einer Bewährungsstrafe von 1 Jahr und 9 Monaten verurteilt. Er hatte nach Überzeugung des Gerichts zwischen September 2005 und Juni 2007 in 49 angeklagten Fällen in seinen Börsenbriefen Aktien zum Kauf empfohlen, die er selber besaß, seinen Lesern jedoch dieses eigene wirtschaftliche Interesse verheimlicht.
Das Landgericht Frankfurt verurteilte ihn im Februar 2014 wegen vorsätzlicher Manipulation von Aktienkursen zu zwei Jahren und sieben Monaten Gefängnis. Das Gericht sah es als erwiesen an, dass er im Jahr 2012 mit Hilfe gezielter Empfehlungen die Kurse von drei Nebenwerten beeinflusst und dafür Geld von Hintermännern erhalten hat, die ihre Aktien zu überhöhten Preisen verkauften. Frick hatte im November 2013 zugegeben, 1,9 Millionen Euro in bar im Gegenzug für die Empfehlung eines Papiers erhalten zu haben.

## Veröffentlichungen

### Bücher
- Markus Frick: Ich mache Sie reich. Der Mann, der Millionäre macht. Econ, München 2001, ISBN 3-430-12946-X.
- Markus Frick: Das Geld liegt auf der Straße. Das 30-Tage-Programm für mehr Erfolg und Gewinn. Econ, München 2002, ISBN 3-430-12944-3.
- Markus Frick: So macht Geld glücklich. Econ, Berlin 2004, ISBN 3-430-12943-5.

### Elektronische Medien
- Markus Frick: So finden Sie die Kursraketen!!! Alles, was Sie über den Kauf und Verkauf von Aktien wissen müssen. Finance Communications, Sinsheim 2003 (2 Audio-CDs)
- Markus Frick: So machen Sie aus 5.000 € 50.000 €. Finance Communications, Sinsheim 2005 (DVD)
- Markus Frick: Der Weg zu Ihren Depotraketen. Finance Communications, Sinsheim 2006 (2 Audio-CDs)
- Markus Frick: Die todsichere Strategie! Das Geheimnis meiner 10.000-Euro-Anlage. Finance Communications, Sinsheim 2006 (DVD)
- Markus Frick: Die Aussichten für 2008. Finanzdialog Verlag GmbH, Berlin 2007 (DVD)
- Markus Frick: 10.000 Euro-Anlage: Das müssen Sie beachten!. Finance Communications, 2007 (1 Audio-CD)